# Acarnanis
Els acarnanis eren un poble de l'antiga Grècia que vivia a Acarnània. Segons el mite, relatat per Tucídides, Acarnà, el fill d'Alcmeó, es va establir en aquella zona i va donar el seu nom al país, Acarnània. Estrabó, per la seva banda, explica que eren considerats descendents del mític poble grec dels curetes.
Segurament en el seu origen era una colònia fundada pels argius en un període molt primerenc. A mitjan segle vii aC els corintis van fundar les ciutats de Lèucada, Anactòrion i Sòl·lion a la costa d'Acarnània, segons Estrabó, i els habitants del país van ser conduïts cap a l'interior. No es van civilitzar gaire i en temps de la Guerra del Peloponnès eren un poble considerat bàrbar, dedicat a la guerra amb els seus veïns i que practicaven el robatori i la pirateria, diu Tucídides. Eren considerats grecs, i participaven de ple dret en els Jocs panhel·lènics, encara que els seus veïns no ho eren.
Eren elogiats, com altres pobles muntanyencs, per la seva fidelitat i coratge, i eren bons soldats, lluitaven amb armes lleugeres i se'ls considerava molt hàbils amb les fones. Vivien majoritàriament en pobles dispersos, retirant-se a les muntanyes si eren atacats.